# Nancy Allen
Nancy Anne Allen (Nueva York, 24 de junio de 1950) es una actriz estadounidense. Se volvió conocida en los años setenta y ochenta por películas como Carrie (1976), Dressed to Kill (1980) y Robocop (1987).

## Biografía

### Primeros años
Nancy Allen nació en El Bronx y fue criada allí. Fue la menor de tres hermanos, su padre, Eugene Allen, fue teniente de la policía de Nueva York, mientras que su madre, Florence Allen, era ama de casa.
Desde pequeña, Nancy mostró pasión por las artes escénicas. Se matriculó al principio en clases de danza a los cuatro años. Posteriormente, asistió a la High School of Performing Arts, aspirando a ser bailarina, donde tuvo contacto con otras artes escénicas. De esa manera entró más tarde en la industria del entretenimiento durante su adolescencia con el modelaje y los comerciales de televisión.

### Carrera
Nancy Allen debutó como actriz en 1973 en la película The Last Detail.
En 1976 actuó en la película Carrie donde conoció al director Brian De Palma, con el cual se casó en 1979. Ese mismo año actuó también en la película 1941, de Steven Spielberg. En 1980, Nancy Allen protagonizó junto a Michael Caine y Angie Dickinson la película Dressed to Kill dirigida por Brian De Palma, siendo nominada al Globo de Oro por su actuación en dicha película. En 1981 protagonizó al lado de John Travolta la película Blow Out, dirigida por Brian De Palma. En 1987 actuó junto a Peter Weller en la película RoboCop. En 1988 protagonizó la película Poltergeist III junto a Tom Skerritt, Heather O'Rourke, Lara Flynn Boyle y Zelda Rubinstein. En 1990 actuó en la película RoboCop 2 y en 1993 actuó en RoboCop 3. En 2008 actuó en la película Quality Time. 
Hasta el momento ha aparecido en cuatro películas de Brian De Palma: Carrie (1976), Home Movies (1980), Dressed to Kill (1980) y Blow Out (1981). Además actuó junto a John Travolta en dos películas: Carrie (1976) y Blow Out (1981).

### Vida personal
Se casó con el director Brian De Palma en 1979 y se divorció en 1984. Más tarde se casó en 1992 con el actor Craig Schoemaker y se divorció  de él en 1994. Finalmente se casó en 1998 por tercera vez con un hombre llamado Randy Bailey, del cual también se divorció en 2007.
También es prima del comediante Jim Breuer y sobrina del actor Eugene Allen.

## Filmografía

### Cine
- Quality Time (2008) .... Linda Savage
- Circuit (2001) .... Louise
- Kiss Toledo Goodbye (1999) .... Madge
- Children of the Corn 666: Isaac's Return (1999) .... Rachel Colby
- Secret of the Andes (1999) .... Brenda Willings
- Out of Sight (1998) .... Midge
- The Pass (1998) .... Shirley Duprey
- Against the Law (1997) .... Maggie Hewitt
- Dusting Cliff 7 (1996) .... Anna Bishop
- The Man Who Wouldn't Die (1994) .... Jessie Gallardo
- Les patriotes (1994) .... Catherine Pelman
- Acting on Impulse (1993) .... Cathy Thomas
- RoboCop 3 (1993) .... Agente Anne Lewis
- Memories of Murder (1990) .... Alice
- RoboCop 2 (1990) .... Agente Anne Lewis
- Limit Up (1989) .... Casey Falls
- Poltergeist III (1988) .... Patricia Wilson-Gardner
- RoboCop (1987) .... Oficial Anne Lewis
- Sweet Revenge (1987) .... Jillian Grey
- The Gladiator (1986) .... Susan Neville
- Not for Publication (1984) .... Lois
- The Philadelphia Experiment (1984) .... Allison Hayes
- The Buddy System (1984) .... Carrie
- Strange Invaders (1983) .... Betty Walker
- Blow Out (1981) .... Sally
- Dressed to Kill (1980) .... Liz Blake
- Home Movies (1980) .... Kristina
- 1941 (1979) .... Donna Stratton
- I Wanna Hold Your Hand (1978) .... Pam Mitchell
- Carrie (1976) .... Chris Hargensen
- Forced Entry (1975) .... Autoestopista
- The Last Detail (1973) .... Nancy
- Money in My Pocket (1962) .... Melissa Dillon

### Televisión
- Law & Order: Special Victims Unit .... Carin Healy (Episodio: "Escape", 2003)
- The Division .... Christine Ogden (Episodio: "Brave New World", 2002)
- Judging Amy .... Helen White (Episodio: "The Unforgiven", 2001)
- JAG .... Amanda Field (Episodio: "Promises", 2000)
- The Commish .... Gina Raposo (Episodio: "Brooklyn", 1995)
- The Outer Limits .... Rachel Rose (Episodio: "Valerie 23", 1995)
- Touched by an Angel .... Megan (Episodio: "An Unexpected Snow", 1994)
- Faerie Tale Theatre .... Princesa Elizabeth (Episodio: "The Princess and the Pea", 1984)
- Another Life (1981) .... Paula James (1983-1984)